# Amtsbezirk Schwenstrup
Der Amtsbezirk Schwenstrup war ein Amtsbezirk im Kreis Sonderburg in der Provinz Schleswig-Holstein.
Der Amtsbezirk wurde 1889 gebildet und umfasste die beiden Gemeinden Schwenstrup und Stevning sowie den Gutsbezirk Norderholz. 1920 wurde der Amtsbezirk aufgelöst und die Gemeinden aufgrund der Volksabstimmung in Schleswig an Dänemark abgetreten.